# 本田功輝
本田 功輝（ほんだ こうき、2000年3月8日 - ）は、徳島県出身の元サッカー選手。ポジションはミッドフィルダー。

## 来歴
徳島県出身で高校は四国学院大学香川西高校に進学。2年生になるとドリブルを武器に全国高校総体にも出場した。世代別代表などの目立った実績はなかったがジェフユナイテッド市原・千葉の目に留まり、練習参加では満足いくプレーができなかったものの練習試合で追試され高評価を得た。その後、2017年4月28日にジェフ千葉から加入内定が発表された。
加入内定後、インターハイ予選で靭帯断裂の大怪我を負い、高校総体・選手権ともに3年次に選手としての出場はならなかった。千葉に加入後、キャンプにも帯同し練習に復帰するが、復帰直後の練習で左膝前十字靭帯を断裂。3月7日、クラブより全治8カ月であることが発表された。
2020年12月17日、契約満了による退団が発表された。
2021年2月23日、ラインメール青森FCへの加入が発表された。
2022年1月25日、2021シーズン限りで現役引退することを発表した。

## 所属クラブ
ユース経歴
- 徳島健美堂
- 藍住町立藍住中学校
- 四国学院大学香川西高等学校

プロ経歴
- 2018年 - 2020年  ジェフユナイテッド市原・千葉
- 2021年  ラインメール青森

## 個人成績
| 国内大会個人成績 | 国内大会個人成績 | 国内大会個人成績 | 国内大会個人成績 | 国内大会個人成績 | 国内大会個人成績 | 国内大会個人成績 | 国内大会個人成績 | 国内大会個人成績 | 国内大会個人成績 | 国内大会個人成績 | 国内大会個人成績 |
| 年度             | クラブ           | 背番号           | リーグ           | リーグ戦         | リーグ戦         | リーグ杯         | リーグ杯         | オープン杯       | オープン杯       | 期間通算         | 期間通算         |
| 年度             | クラブ           | 背番号           | リーグ           | 出場             | 得点             | 出場             | 得点             | 出場             | 得点             | 出場             | 得点             |
| 日本             | 日本             | 日本             | 日本             | リーグ戦         | リーグ戦         | リーグ杯         | リーグ杯         | 天皇杯           | 天皇杯           | 期間通算         | 期間通算         |
| ---------------- | ---------------- | ---------------- | ---------------- | ---------------- | ---------------- | ---------------- | ---------------- | ---------------- | ---------------- | ---------------- | ---------------- |
| 2018             | 千葉             | 38               | J2               | 0                | 0                | -                | -                | 0                | 0                | 0                | 0                |
| 2019             | 千葉             | 38               | J2               | 0                | 0                | -                | -                | 0                | 0                | 0                | 0                |
| 2020             | 千葉             | 38               | J2               | 0                | 0                | -                | -                | -                | -                | 0                | 0                |
| 2021             | 青森             | 7                | JFL              | 2                | 0                | -                | -                | -                | -                | 2                | 0                |
| 通算             | 日本             | 日本             | J2               | 0                | 0                | -                | -                | 0                | 0                | 0                | 0                |
| 通算             | 日本             | 日本             | JFL              | 2                | 0                | -                | -                | -                | -                | 2                | 0                |
| 総通算           | 総通算           | 総通算           | 総通算           | 2                | 0                | -                | -                | 0                | 0                | 2                | 0                |